# Bitva u Ťin-tchienu
Bitva u Ťin-tchienu bylo první bitvou v rámci povstání tchaj-pchingů pod vedením Chung Siou-čchüan, proběhla dne 11. února 1851.

## Příprava
Kolem roku 1849 vypukl hladomor a vzrostla nespokojenost vůči vládnoucí dynastii Čching. Do srpna roku 1850 Chung Siou-čchüan nahromadil více než 20 000 povstalců, kteří se shromáždili u vesnice Ťin-tchien.

## Bitva
Dne 1. února 1851 zahájilo císařské vojsko ofenzívu na Ťin-tchien. Avšak rebelové očekávali útok a připravili zálohy blízko S'-wangské hráze (思旺圩) a Cchaj-ťiangu (蔡江村), asi pět kilometrů od Ťin-tchienu. Vládní vojáci byli poraženi rebely, zabit byl i jeden ze zástupců jejich velitele – I-kche-tchan-pu. Ještě téhož dne Chung Siou-čchüan vyhlásil nezávislý stát, který nazval Nebeská říše velkého míru.